# Garband
Garband (persiska: گربند) är en ort i Iran.   Den ligger i provinsen Hormozgan, i den sydöstra delen av landet, 1 000 km söder om huvudstaden Teheran. Garband ligger 51 meter över havet och antalet invånare är 751.
Terrängen runt Garband är platt åt nordväst, men åt sydost är den kuperad. Runt Garband är det ganska glesbefolkat, med 50 invånare per kvadratkilometer. Närmaste större samhälle är Jamāl Aḩmad, 9,6 km sydost om Garband. Trakten runt Garband är ofruktbar med lite eller ingen växtlighet.